# Прохорчук, Виктор Александрович
Виктор Александрович Прохорчук (25 мая 1975 — 18 февраля 2014) — участник Евромайдана, погиб во время февральских противостояний в Киеве. Герой Украины (2014, посмертно).

## Биография
Родился 25 мая 1975 года.
Находился на Майдане с самого начала, активист Самообороны Майдана. Последний раз наведывался к родным в декабре 2013 года.
По данным следствия Прохорчуку было перерезано горло 18 февраля. Тело было обнаружено в палатке УНА-УНСО на Майдане.
Был похоронен 27 февраля в Володарске-Волынском Житомирской области.

## Память

### Награды
- Звание Герой Украины с вручением ордена «Золотая Звезда» (21 ноября 2014, посмертно) — за гражданское мужество, патриотизм, героическое отстаивание конституционных принципов демократии, прав и свобод человека, самоотверженное служение Украинскому народу, обнаруженные во время Революции достоинства[1]
- Медаль «За жертвенность и любовь к Украине» (УПЦ КП, июнь 2015) (посмертно)[2]